# Projekt 1134B Berkut-B

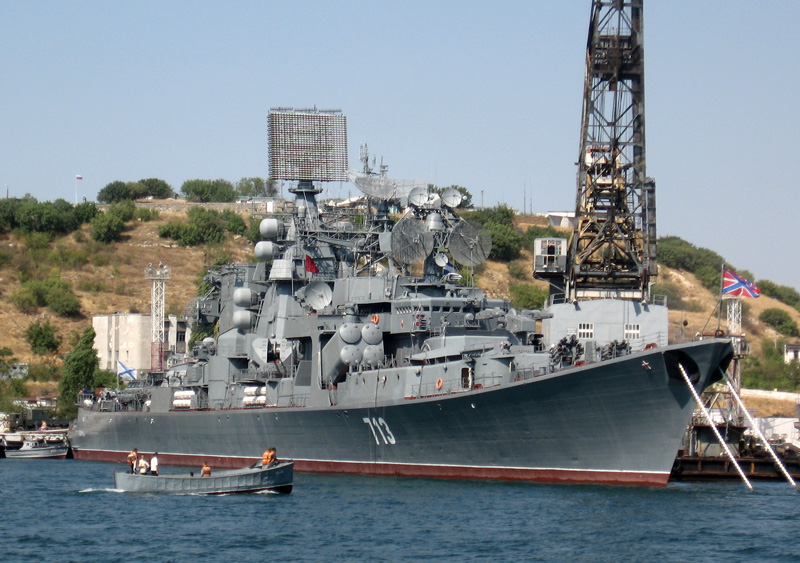
Kryssaren Kertj i Sevastopol 2007. Den nya radarn känns igen på den platta, fyrkantiga antennen.

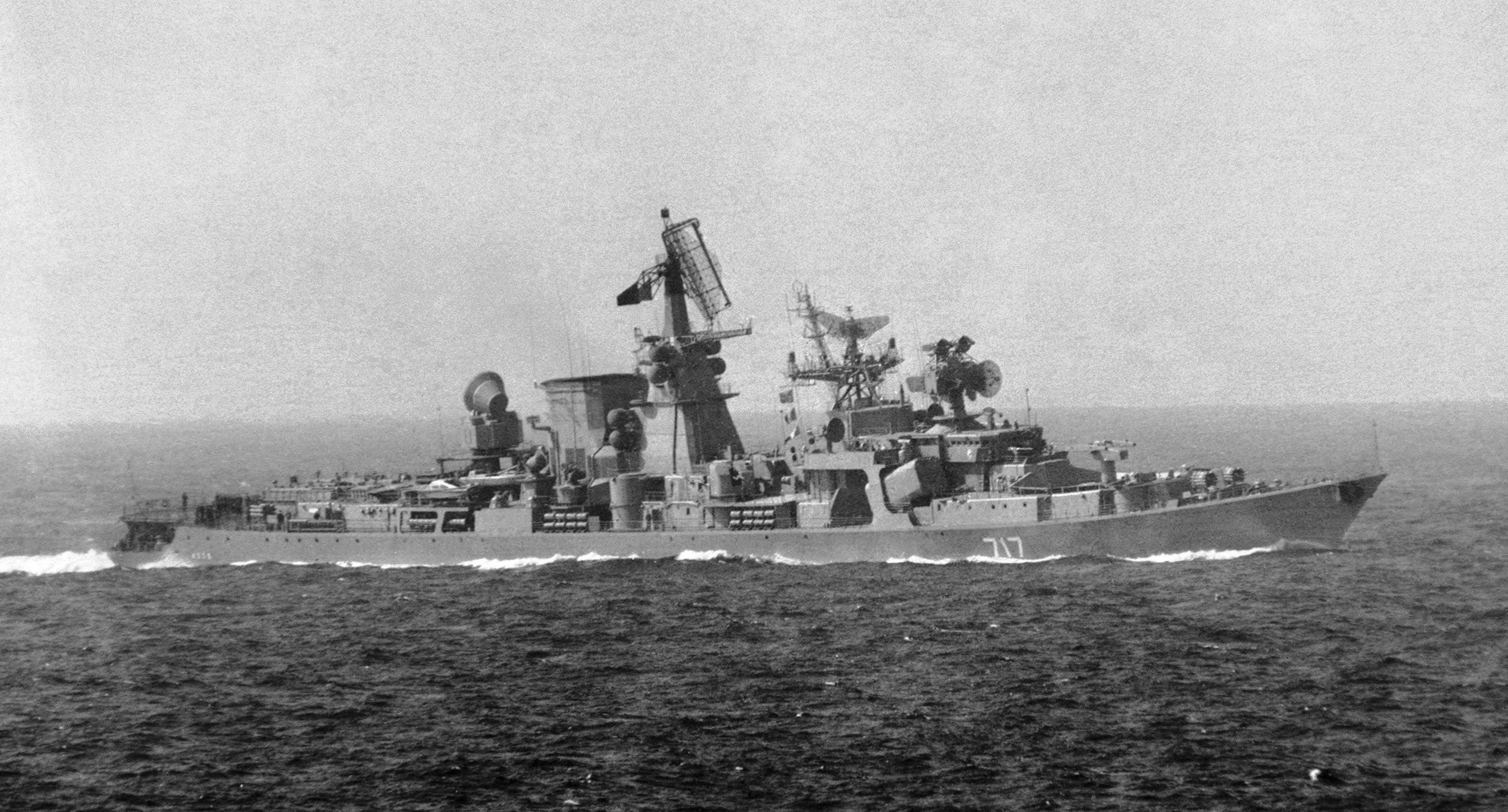
Kryssaren Azov efter ombyggnaden. Den nya eldledningsradarn 3R41 Volna bakom skorstenen syns tydligt.

Projekt 1134B Berkut-B (ryska: Беркут-Б (kungsörn), NATO-rapporteringsnamn Kara-klass) är en klass om sju ubåtsjaktkryssare byggda i Sovjetunionen på 1970-talet.

## Historia
Även om föregångarna i klassen Projekt 1134A Berkut-A var dugliga fartyg, så hade de fortfarande en nackdel; De var ångdrivna. Erfarenheter från jagarna i klassen Projekt 61 visade att gasturbiner hade stora fördelar jämfört med ångturbiner, framför allt sparade det vikt. Därför beslutades i april 1966 att en ny serie kryssare baserad på Berkut-A med gasturbindrift skulle byggas.
Paradoxalt nog ledde viktminskningen till att skrovet behövde göras större. Ångpannorna var ju monterade djupt nere i fartyget och att ta bort dem minskade fartygets metacenterhöjd. Detta i kombination med att gasturbinerna krävde större skorstenar och önskemål om bättre beväpning i form av luftvärnssystemet Osa-M och grövre kanoner gjorde att ett fartyg baserat på det gamla skrovet skulle ha blivit farligt instabilt. Konstruktionen fastställdes 27 november 1967 och 25 juni 1968 började det första fartyget Nikolayev byggas.

## Fartyg

### Nikolayev
Påbörjad: 25 juni 1968, sjösatt: 19 december 1969, Tagen i tjänst: 31 december 1971 i svartahavsflottan

1 mars 1973 var Nikolayev det första fartyget i svartahavsflottan som genomförde uppdrag utanför Svarta Havet. I september och oktober opererade hon i östra Medelhavet för att försäkra Egypten och Sovjetunionens stöd under oktoberkriget. I november var hon tillbaka i Sevastopol.
I april 1984 överfördes Nikolayev till Stillahavsflottan. 29 oktober 1992 avrustades hon och såldes till Indien för skrotning. 10 mars 1994 sjönk hon under bogsering till Indien.

### Otjakov
Påbörjad: 19 december 1969, sjösatt: 30 april 1971, Tagen i tjänst: 4 november 1973 i svartahavsflottan

Otjakov tjänstgjorde i 30:e divisionen i Svarta havet och var under 1970- och 1980-talet på ett flertal flottbesök, bland annat i Jugoslavien, Italien, Frankrike och på Kuba. År 1991 påbörjades reparationer av fartyget i Sevastopol, men de fullföljdes aldrig på grund av Ukrainas självständighet. 20 oktober 2008 bogserades hon ut ur hamnen och sattes på grund där hon fortfarande (2011) står.

### Kertj
Påbörjad: 30 april 1971, sjösatt: 21 juli 1972, Tagen i tjänst: 26 december 1974 i svartahavsflottan, Tagen ur tjänst 15 februari 2020

Kertj patrullerade utanför Libanons kust i flera perioder i slutet av 1970-talet under inbördeskriget i Libanon. 1987 byttes hennes luftspaningsradar ut mot en MR-700 Podberjozovik med mycket lång räckvidd. Kertj var också det enda fartyg som fick störsändaren Koltso. 2005 genomgick hon en modernisering på varvet i Novorossijsk där hon bland annat fick nya gasturbiner och nya propellrar. Kertj var det sista fartyget i klassen som togs ur tjänst, den 15 februari 2020.

### Azov
Påbörjad: 21 juli 1972, sjösatt: 14 september 1973, Tagen i tjänst: 25 december 1975 i svartahavsflottan

1977 byggdes kryssaren Azov om för att agera provbänk för det nya luftvärnssystemet S-300F Fort (SA-N-6 Grumble). Från början var det meningen att S-300F helt skulle ersätta M-11 Sjtorm både förut och akterut, och att 76 mm-pjäserna skulle ersättas med kraftigare AK-100. De planerna övergavs av rädsla för att problem med de nya vapensystemen skulle göra fartyget försvarslöst. Därför ersattes bara den aktre Sjtorm-installationen med Fort-robotar, vilket gjorde Azov till det enda fartyget i världen som hade både lång-, medel- och kortdistans luftvärnsrobotar. För eldledning av de nya robotarna byttes den aktra 4R60 Grom-radarn ut mot en 3R41 Volna, vilket gav Azov en karaktäristisk profil.
Azov togs ur tjänst 28 december 1998 och skrotades i Sevastopol 2000.

### Petropavlovsk
Påbörjad: 9 september 1973, sjösatt: 22 november 1974, Tagen i tjänst: 29 december 1976 i stillahavsflottan

Petropavlovsk har byggts om med en större hangar för att kunna ta helikoptern Ka-27PL. I samband med det togs även de båda RBU-1000 ubåtsjaktraketkastarna bort. Fartyget avrustades 1 januari 1996 och såldes 26 maj 1997 till Indien för att skrotas.

### Tasjkent
Påbörjad: 22 november 1974, sjösatt: 5 november 1975, Tagen i tjänst: 21 december 1977 i stillahavsflottan

Trots att Tasjkent tillhörde stillahavsflottan var hon under sitt första år tillfälligt utlånad till svartahavsflottan. 24 februari 1979 lämnade hon Sevastopol för gott och var 3 juli framme i Vladivostok. 20 december 1989 påbörjades en moderninsering, men på grund av Sovjetunionens fall blev den aldrig genomförd. 29 oktober 1992 avskrevs hon och såldes 1994 till Indien som skrot.

### Tallinn
Påbörjad: 5 november 1975, sjösatt: 5 november 1976, Tagen i tjänst: 31 december 1979 i svartahavsflottan

Tallinn gjorde under 1980-talet ett antal långresor, bland annat till Moçambique, Etiopien och Djibouti. I september 1992 bytte hon namn till Vladivostok. Namnet togs över från en kryssare av klassen Projekt 1134 Berkut som avrustats. 5 juli 1994 avrustades hon och såldes 1997 till Indien för att skrotas.